# Arnold Busck
 For alternative betydninger, se Arnold Busck (virksomhed).
Arnold Andreas Bull Ahrensen Busck (født 29. november 1871 i Roskilde, død 22. februar 1953 på Frederiksberg) var en dansk boghandler og forlægger.
Arnold var søn af kancelliråd, forstander for Duebrødre Kloster, cand. jur. Theodor Busck og Fanny Elisabeth f. Ahrensen.
I 1896 grundlagde han sin boghandel i København i eget navn, der i dag er Danmarks største kapitalkæde på bogmarkedet. I 1922 købte Arnold Busck Nyt Nordisk Forlag og i 1965 Det Schønbergske Forlag og markerede sig særligt med skønlitteratur.